# Axel Gryspeerdt
 (janvier 2017).
Axel Gryspeerdt, né à Charleroi (Belgique) le 20 septembre 1944, est professeur émérite de l'université catholique de Louvain (UCL). Il enseigna principalement la sociologie des médias, les théories du développement culturel, les relations publiques et la communication des organisations. 
En 2000, au sein du département de communication de l'UCL, il fut parmi les fondateurs du Laboratoire d'Analyse des Systèmes de Communication d'Organisation, le Lasco, qu'il présida de février 2001 à octobre 2009. Depuis son accession au titre de professeur émérite en octobre 2009, il continue à participer aux travaux de recherche.
Depuis mars 2011, il préside la Fondation Collectiana, une fondation pour l’étude et le développement des collections d’art et de culture, reconnue comme fondation d’utilité publique.

## Activités scientifiques
Ses premières recherches portèrent sur les systèmes d’information, le rôle des médias de masse (en particulier la télévision), la presse parallèle et les médias marginaux, les aspects culturels et informationnels de la publicité et les activités culturelles des divers groupes sociaux. Il fut ainsi amené à publier respectivement en 1972 et 1974, Télévision et participation à la culture (E.V.O., Bruxelles) et Sociologie des intérêts culturels (E.V.O., Bruxelles). Il fut responsable de l’unité de recherche « Culture et éducation des adultes » (de 1976 à 1987 à l’UCL). Dans le cadre du Groupe de recherche en communication sociale et opinion publique (Groupe Recos, a.s.b.l.), dont il fut secrétaire général de 1972 à 1993, il mit au point des méthodes d’analyse de presse.
Ses autres domaines de recherche comprennent l'analyse des contestations et confrontations intervenant dans le domaine des organisations (dès 1975), l'étude des rumeurs et informations à véracité incertaine (à partir de 1985) et l’esthétique des organisations (à partir de 1998).
Il fut administrateur de la Société française des sciences de l’information et de la communication (SFSIC) de 2002 à 2007, de la Confédération Européenne des Relations Publiques (CERP-Education, puis Euprera) et du Centre de Recherche en Communication (Cecom, Louvain-la-Neuve). De 1992 à 2009, il présida le groupe de contact du FNRS "Théories de la communication et Théories des relations publiques", fondé avec Yves Winkin.
Il est membre du comité scientifique et de lecture de différentes revues, parmi lesquelles Recherches en communication et Communication et langages (Paris).

## Activités d’enseignement
Outre ses charges à l'UCL, Axel Gryspeerdt fut également professeur à l’ISCO (Institut Supérieur de Culture Ouvrière), à l’Institut supérieur de formation sociale et de communication (ISFSC) (Bruxelles), à l’Institut Supérieur des Sciences Humaines Appliquées (Mons), ainsi que professeur invité à l’Université Paris II Panthéon-Assas, à l’Universidade Católica de Lisboa, à l’Université de la Manouba à Tunis. Dans le cadre d’échanges internationaux, il fut appelé à donner des cours à l’Universidade Nova de Lisboa, au CELSA (Paris IV), à l’Université de Nancy II, à l’Université Jean Moulin Lyon 3, à l’Université de Ouagadougou.

## Activités culturelles
Axel Gryspeerdt présida les Jeunesses culturelles (section de Bruxelles, 1965-1970) et collabora aux pages culturelles de divers magazines et revues (notamment Falaises, Marginales, le mensuel Présent des années 1970). Il fut également membre du conseil d'Action et Recherche Culturelles (ARC ASBL).
S’intéressant au collectionnisme (collections d’objets d’art, d’objets médiatiques, d’objets techniques, d’objets populaires) sous ses divers aspects (notamment anthropologiques et communicationnels), il publie des articles et des livres sur les collectionneurs privés et sur leurs comportements (notamment la médiologie des collections).

## Principales publications
- Télévision et participation à la culture, E.V.O., Bruxelles, 1972.
- Sociologie des intérêts culturels, E.V.O., Bruxelles, 1974.
- Usages scolaires des médias, Cabay, Louvain-la-Neuve, 1983.
- Dire l’entreprise (dir.), Reflets et perspectives de la vie économique, Bruxelles, 1990.
- Les relations publiques face à la théorie (dir.), Communication et Organisation, Bordeaux, 1993.
- La galaxie des rumeurs (codirection avec Annabelle Klein), E.V.O., Bruxelles, 1995.
- Les relations publiques : une industrie de la célébration, E.V.O., Bruxelles, 1995.
- La Reconnaissance (dossier codirigé avec Philippe Marion), Recherches en communication, n° 6, Louvain-la-Neuve, 1996.
- Esthétique des organisations (dossier codirigé avec Philippe Marion), Recherches en Communication, n° 17, Louvain-la-Neuve, 2002.
- Espace organisationnel et architecture (dossier codirigé avec Philippe Marion), Recherches en communication, n° 18, Louvain-la-Neuve, 2002.
- Roger Caillois. Des mythes aux collections, Classiques Garnier, Paris, 2013.